# 릴리 팔머
릴리 팔머(영어: Lilli Palmer, 1914년 5월 24일 ~ 1986년 1월 27일)는 독일의 배우이다.

## 출연 작품
- 피터 대제 (1986)
- 되살아난 망령 (1985)
- 브라질에서 온 소년 (1978)
- 사랑의 유람선 (1977)
- 바람의 저편 (1972)
- 차일드 오브 더 나이트 (1971)
- 루 모귀의 살인자 (1971)
- 라 레지던시아 (1969)
- 애정 특급 (1969)
- 오이디푸스 왕 (1967)
- 다이아몬드 사나이 (1967)
- V2 3인의 첩보전 (1965)
- 미라클 오브 더 화이트 스탤리언스 (1963)
- 누구를 위한 반역인가 (1962)
- 벗 낫 포 미 (1959)
- 몽파르나스의 연인 (1958)
- 마지막 사랑 (1956)
- 포 포스터 (1952)
- 노 마이너 바이스 (1948)
- 육체와 영혼 (1947)
- 크로크 앤 대거 (1946)
- 비웨어 오브 피티 (1946)
- 비밀첩보원 (1936)